# 布兰登·桑塔拉布
布兰登·桑塔拉布（Brendon Šantalab，1982年9月9日—）是澳大利亚足球运动员，司职前锋，现在效力于西悉尼流浪者。

## 俱乐部生涯
布兰登的职业足球生涯开始于帕拉马塔力量，2001年他加盟悉尼联，2003年转会至新加坡芽笼联，并在22场联赛中打进23个进球。2004年布兰登前往欧洲，先后在比利时球队奥斯滕德和圣特雷登效力一个赛季，期间他被租借到乌伊佩斯特半年，但没有出场比赛。2007年6月23日，布兰登回到澳大利亚，和悉尼FC签约两年。
2008年11月14日，北昆士兰怒吼买入布兰登，但在2009赛季开始之前，北昆士兰怒吼接受中超球队成都谢菲联的报价，2009年6月，布兰登正式加盟成都谢菲联。他在2009赛季中超联赛下半程表现出色，出场12次打进9球。
2010年成都谢菲联因涉及参与假球被罚降级中甲联赛后，布兰登继续在成都谢菲联効力並幚助球队重返中超联赛。
2011年，成都谢菲联重返中超联赛后，布兰登却因伤长期缺阵不能为球队比赛。但布兰登的效率很高，联赛上场11次打进5球，不过成都谢菲联未能成功保级。
2012年，布兰登加盟另一支中甲球队重庆力帆。
2013年6月，状态不佳的布兰登被重庆力帆放弃，他回到澳大利亚，加盟卫冕冠军西悉尼流浪者。
2014年11月，布兰登随西悉尼流浪夺得当年亚冠联赛冠军，成为第一支夺得亚冠的澳大利亚球队。布兰登在决赛两回合中均首发出场。